# Ceromya pruniosa
Ceromya pruniosa är en tvåvingeart som beskrevs av Hiroshi Shima 1970. Ceromya pruniosa ingår i släktet Ceromya och familjen parasitflugor. Inga underarter finns listade i Catalogue of Life.